# غوران ستويانوفيتش
غوران ستويانوفيتش مواليد 24 فبراير 1977 في بار، الجبل الأسود، جمهورية يوغوسلافيا الاشتراكية الاتحادية، هو لاعب كرة يد مونتينيغري قطري يلعب كحارس مرمى. مثل كل من منتخب صربيا لكرة اليد ومنتخب الجبل الأسود لكرة اليد ومنتخب قطر لكرة اليد. شارك في دورة الألعاب الأولمبية الصيفية سنة 2016.

## سجل المنافسة
شارك في البطولات التالية:
- بطولة العالم لكرة اليد للرجال 2015
- الألعاب الأولمبية الصيفية 2016

## الميداليات
| الميدالية | المسابقة                           |
| --------- | ---------------------------------- |
| فضية      | بطولة العالم لكرة اليد للرجال 2015 |
| ذهبية     | بطولة آسيوية لكرة اليد للرجال 2014 |

## روابط خارجية
- غوران ستويانوفيتش على موقع الاتحاد الأوروبي لكرة اليد (الإنجليزية)
- غوران ستويانوفيتش على موقع اللجنة الأولمبية الدولية (الإنجليزية)
- غوران ستويانوفيتش على موقع أوليمبيديا (الإنجليزية)